# Bleed the Dream
Bleed the Dream  ist eine US-amerikanische Alternative-Rock-Band aus Los Angeles, Kalifornien.

## Bandgeschichte
Kurz nachdem Keith Thompson und Brandon Thomas von Baltimore nach Los Angeles gezogen waren, schlossen sich die beiden mit Dave Aguilera und Scott Gottlieb zusammen und gründeten im Frühjahr 2003 Bleed the Dream. Anfänglich verbrachten sie die meiste Zeit damit, von einem kleinen Auftritt zum nächsten zu reisen. Ihre erste EP Awake erschien am 30. März 2004 bei Noize Pollution, kurz darauf gründeten sie ihr eigenes Label Maphia Records, bei dem sie eine weitere EP – Asleep – und die von Gottlieb produzierte Live-DVD No Apologies veröffentlichten.
Auftritte bei der Warped Tour 2003 und 2004 brachten ihnen schließlich Bekanntheit und die Aufmerksamkeit von Veranstalter Kevin Lyman, der ihnen bei seinem neuen Label Warcon Enterprises einen Plattenvertrag verschaffte.
Während einer Tour mit Matchbook Romance im Frühjahr 2004 wurde bei Scott Gottlieb Leukämie diagnostiziert. Die weiteren Auftritte, unter anderem bei dem Rock-Festival Taste of Chaos 2005 und der gesamten Warped-Tour, wurden mit Hilfe eines Ersatzschlagzeugers absolviert. Währenddessen arbeitete die Band auch an den Aufnahmen zu ihrem ersten Album, für das Gottlieb trotz zahlreicher Krankenhausaufenthalte dennoch das Schlagzeug einspielte. Zwei Wochen vor Veröffentlichung von Built by Blood verstarb er am 10. April 2005.
In Tom Breyfogle wurde ein neuer Schlagzeuger gefunden, der mit Bleed the Dream auf die Touren durch die USA, Europa, Australien und Japan ging, bei denen die Band unter anderem mit Hawthorne Heights, Story of the Year und Funeral for a Friend auftrat.
Im Mai 2006 verließ Sänger Brandon Thomas aufgrund persönlicher und kreativer Differenzen die Band, einige Monate später wurde mit Mark Holmes Ersatz gefunden. Mit ihm entstand das nächste Album A Killer Inside, das im April 2007 veröffentlicht wurde.
Am 24. September 2007 gab Keith Thompson auf der Myspace-Website von Bleed the Dream die Auflösung der Band bekannt. Einige Monate später, am 13. Mai 2008 verkündete Dave Aguilera, dass er, Keith und Brandon wieder zusammen wären und an neuem Material arbeiten würden.

## Diskografie

### Alben
- 2005: Built by Blood (Warcon Enterprises)
- 2007: A Killer Inside (Warcon Enterprises)
- 2010: The Complete  Sessions

### EPs
- 2003: Awake (Noize Pollution Records)
- 2004: Asleep (Maphia Records)

### DVDs
- 2004: No Apologies (Maphia Records; enthält Live-Material aus den Jahren 2003 bis 2005)